# 怪鮮人
怪鮮人（かいせんじん）とは戦前の日本において犯罪者であった朝鮮人個人を指す呼称。
元々は戦前の日本において犯罪を引き起こした朝鮮人個人を指し、新聞紙面などで使われた。しかし、「不逞鮮人」などと異なり、属性としての朝鮮人全体の印象を悪くすることはなく、民族差別や対立も引き起こさなかった。
他方で、「不逞鮮人」は関東大震災などの災害が発生した際に、「朝鮮人が震災の混乱の乗じて悪事をした」などのデマが流れやすくなり、民衆もまたそのデマを信じやすくなったために朝鮮人弾圧などの惨事が多発したとされる。